# Erica Lennard
Erica Lennard, née en 1950 à New York, est une photographe américaine. Sa famille déménage en 1964 à Berkeley, en Californie, et elle étudie au San Francisco Art Institute. Elle s'installe à Paris en 1973 et expose sa série Les femmes, les sœurs en 1976 à la galerie Agathe Gaillard. Elle est aujourd'hui considérée comme l'une des plus grandes photographes de jardin,,.
Ses œuvres font partie des collections du Smithsonian American Art Museum, du Davison Art Center de l'université Wesleyan, de l'Allen Memorial Art Museum de l'Oberlin College et du Centre Georges-Pompidou à Paris.

## Ouvrages
Cette bibliographie ne présente que les traductions françaises :
- Les Femmes, les sœurs, textes d'Elisabeth Lennard, postface de Marguerite Duras, éditions des femmes, 1976.
- Jardins d'artistes, textes de Madison Cox, édition Aveline, 1993.
- Maisons d'écrivains, préface de Marguerite Duras, textes de  Francesca Premoli-Droulers, éditions du Chêne, 1994[8].
- Villes d'eaux en Europe, textes de Catherine Sauvat, éditions du Chêne, 1999.
- Maisons d'écrivains américains, textes de J. D. McClatchy, éditions du Chêne, 2004  (ISBN 978-2842775711).

## Filmographie
- Les Six qui viennent à bout de tout, coréalisé avec Elisabeth Lennard, 1977[9].